# Liste des quartiers de Boston
Cet article concerne une liste des quartiers de la ville de Boston, dans l'État du Massachusetts, aux États-Unis.
Le service des quartiers de la ville de Boston a désigné 23 quartiers pour la ville : Allston, Back Bay, Bay Village, Beacon Hill, Brighton, Charlestown, Chinatown, Dorchester, Downtown, East Boston, Fenway Kenmore, Hyde Park, Jamaica Plain, Mattapan, Mid Dorchester, Mission Hill, North End, Roslindale, Roxbury, South Boston, South End, West End et West Roxbury. Les îles dans le port de Boston sont administrées dans le cadre de la Boston Harbor Islands National Recreation Area (en).

Cette carte montre les quartiers de Boston.

The Boston Redevelopment Authority, the City Parking Clerk et the City's Department of Neighborhood Development ont également désigné leurs propres quartiers. Officieusement, Boston a de nombreux quartiers de diverses tailles qui se chevauchent. Les associations de quartier se sont formées autour de petites communautés ou quartiers commerciaux (souvent avec square dans le nom) qui ont un centre bien défini mais les extrémités mal identifiées.

## Quartiers

### Allston

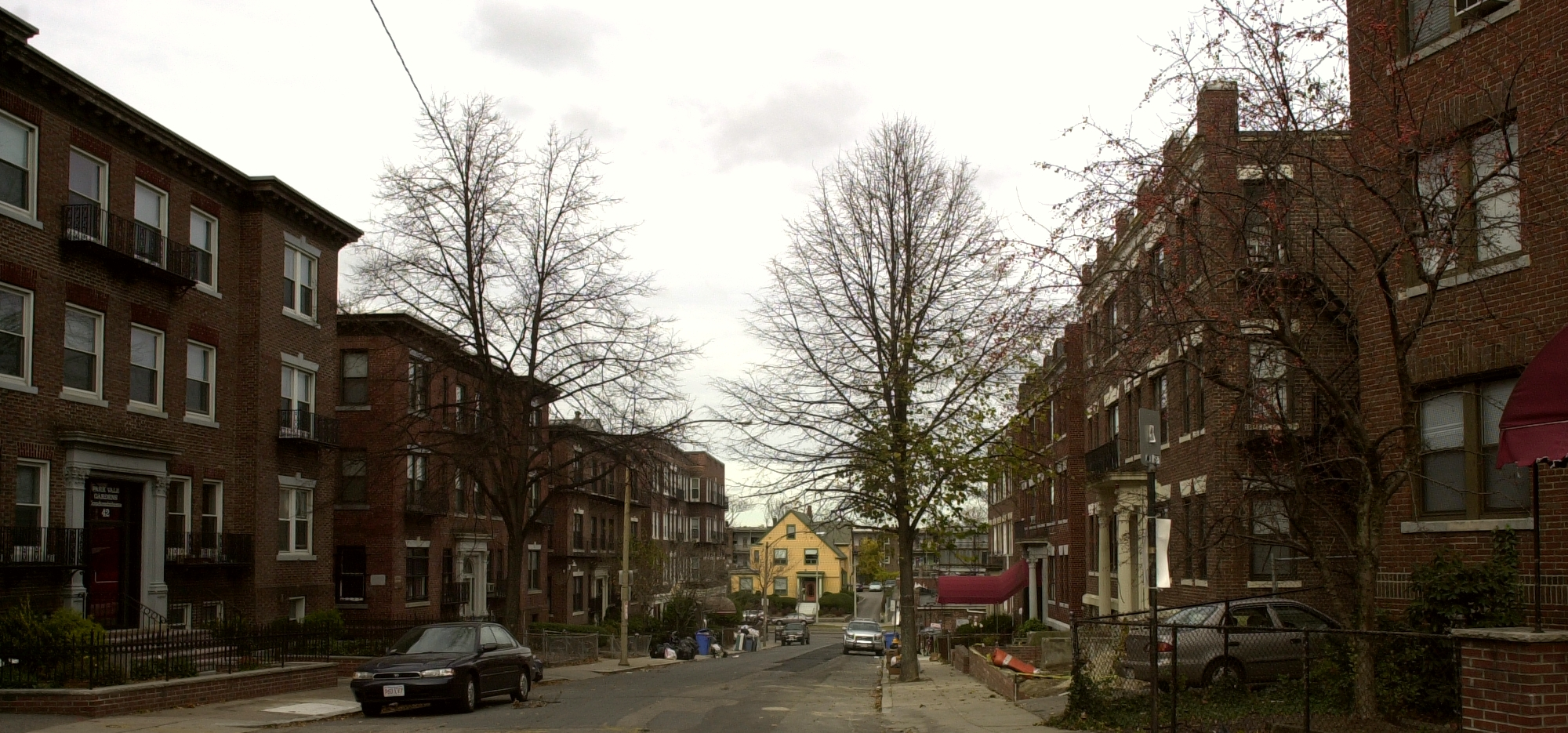
Harvard Avenue.

Allston est un quartier qui doit son nom à Washington Allston, surnommé le Titien américain, peintre d'histoire, de paysages et de portraits, un poète et un écrivain américain. Il se situe à l'ouest de la ville et partage une administration commune avec le quartier voisin de Brighton. Environ la moitié de la population de ce quartier est étudiante et fréquente Harvard, le Boston College et l'Université de Boston. Une grande partie du quartier est construite en briques rouges, en particulier sur la Commonwealth Avenue. Les étudiants et les immigrants sont attirés par les loyers relativement faibles.
Les types de logements sont variés, mais principalement constitués d'immeubles d'habitation en briques, plus spécialement sur Commonwealth Avenue et ses rues adjacentes, tandis que les zones plus basses dans Brighton Avenue, près de Brighton, sont majoritairement des immeubles à trois étages (en) en bois. Dans le bas d'Allston l'habitat se compose de maisons pour la plupart construites entre 1890 et 1920 et sont des habitats individuels ou des maisons victoriennes multi-familles.

### Back Bay

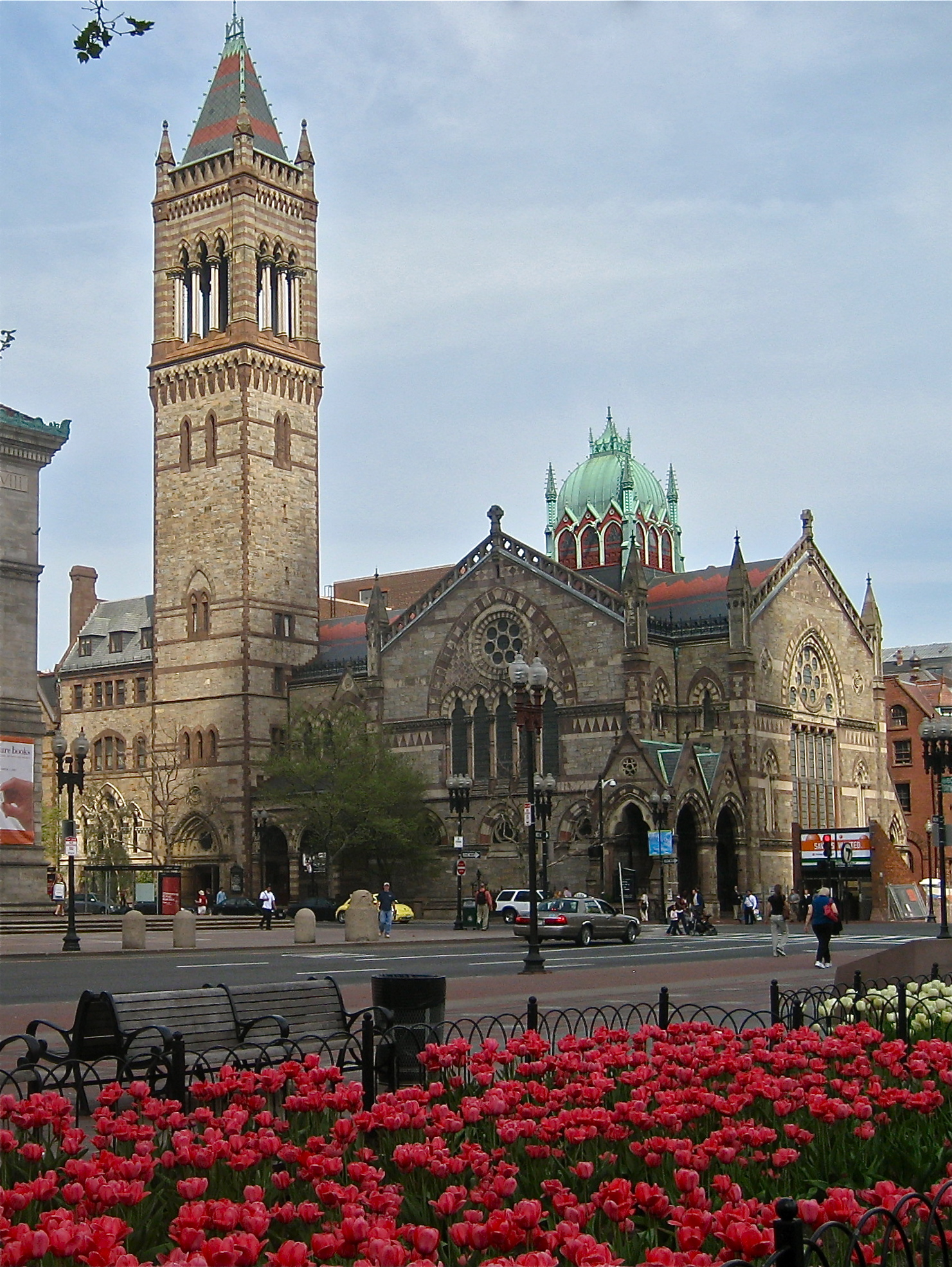
Old South Church.

Back Bay est un quartier célèbre pour ses rangées de maisons de pierre brune victoriennes. Il est considéré comme l'un des exemples les mieux conservés de l'aménagement urbain du XIXe siècle aux États-Unis. 

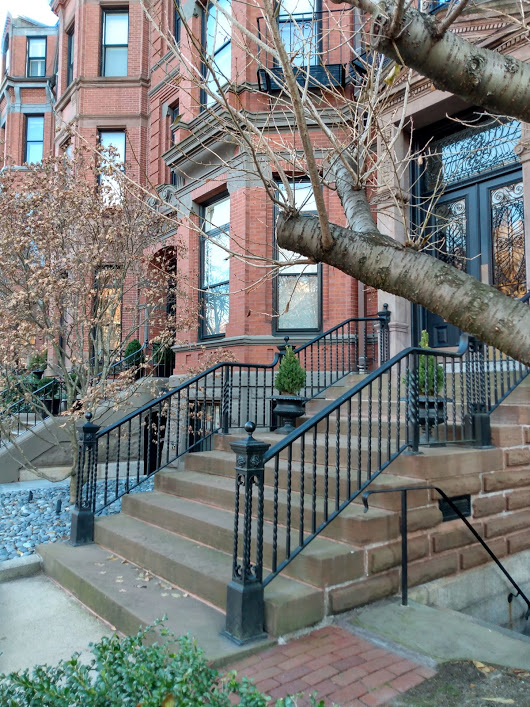
Commonwealth avenue dans Back Bay.

Ce quartier comporte de nombreux bâtiments individuels ayant un intérêt architectural et culturel important, comme la Bibliothèque publique de Boston. C'est aussi une destination commerciale de Boston (surtout les rues Newbury et Boylston et les centres commerciaux Prudential Center et Copley Place) et s'y trouvent également certains des plus hauts immeubles de bureaux de la ville tel le Hynes Convention Center et de nombreux grands hôtels.
Avant un projet colossal de remblaiement du XIXe siècle, ce qui est aujourd'hui le quartier de Back Bay était une simple baie. De nos jours, avec le quartier voisin de Beacon Hill, il est l'un des deux quartiers les plus chers de Boston. Le revenu moyen en 2009 s'élevait à 83 485 dollars avec 20,1 % de la population dotée d'un revenu supérieur à 200 000 dollars.
L'Association de quartier de Back Bay considère que les limites du quartier devraient être la rivière Charles au nord; d'Arlington Street à Park Square à l'est; de Columbus Avenue à the New York New Haven et Hartford, Huntington Avenue, Dalton Street et le Massachusetts Turnpike au sud; Charlesgate East à l'ouest

### Bay Village

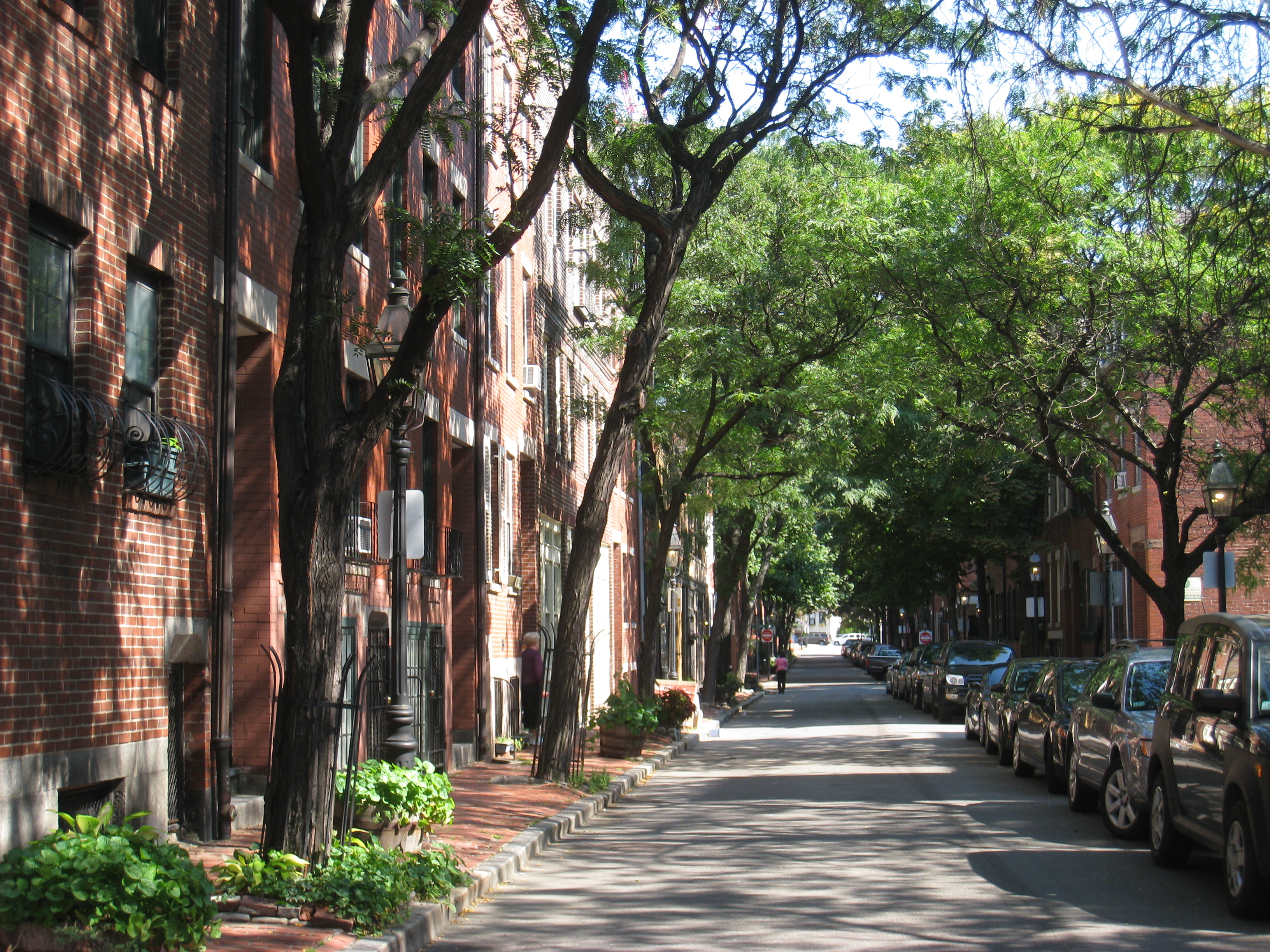
Bay Village.

Bay Village est un quartier anciennement appelé South Cove. Cette minuscule enclave qui comptait 1 312 habitants en 2010 vivant dans 837 maisons est un ancien hameau côtier où habitaient les artisans qui ont érigé les grandes demeures de Beacon Hill. Les remblais successifs, effectuées sur le pourtour du noyau initial de Boston, ont considérablement éloigné la mer du hameau qui s'est retrouvé au milieu de la ville. Il est connu pour ses maisons anciennes en briques.
À l'époque de la prohibition, on a aménagé des bars illégaux, appelés speakeasy à l'intérieur des coquettes maisons en briques rouges de Bay Village. Par la suite ces bars sont devenus des boîtes de nuit respectables jusqu’à ce que la tragédie du Cocoanut Grove, qui fit 492 victimes, ne mette fin à cette glorieuse époque.
De nos jours, Bay Village regroupe une communauté de citadins dynamiques, qui après avoir sauvé le quartier de la démolition, organise des activités pour l'ensemble des Bostonniens résidant au centre-ville.

### Beacon Hill

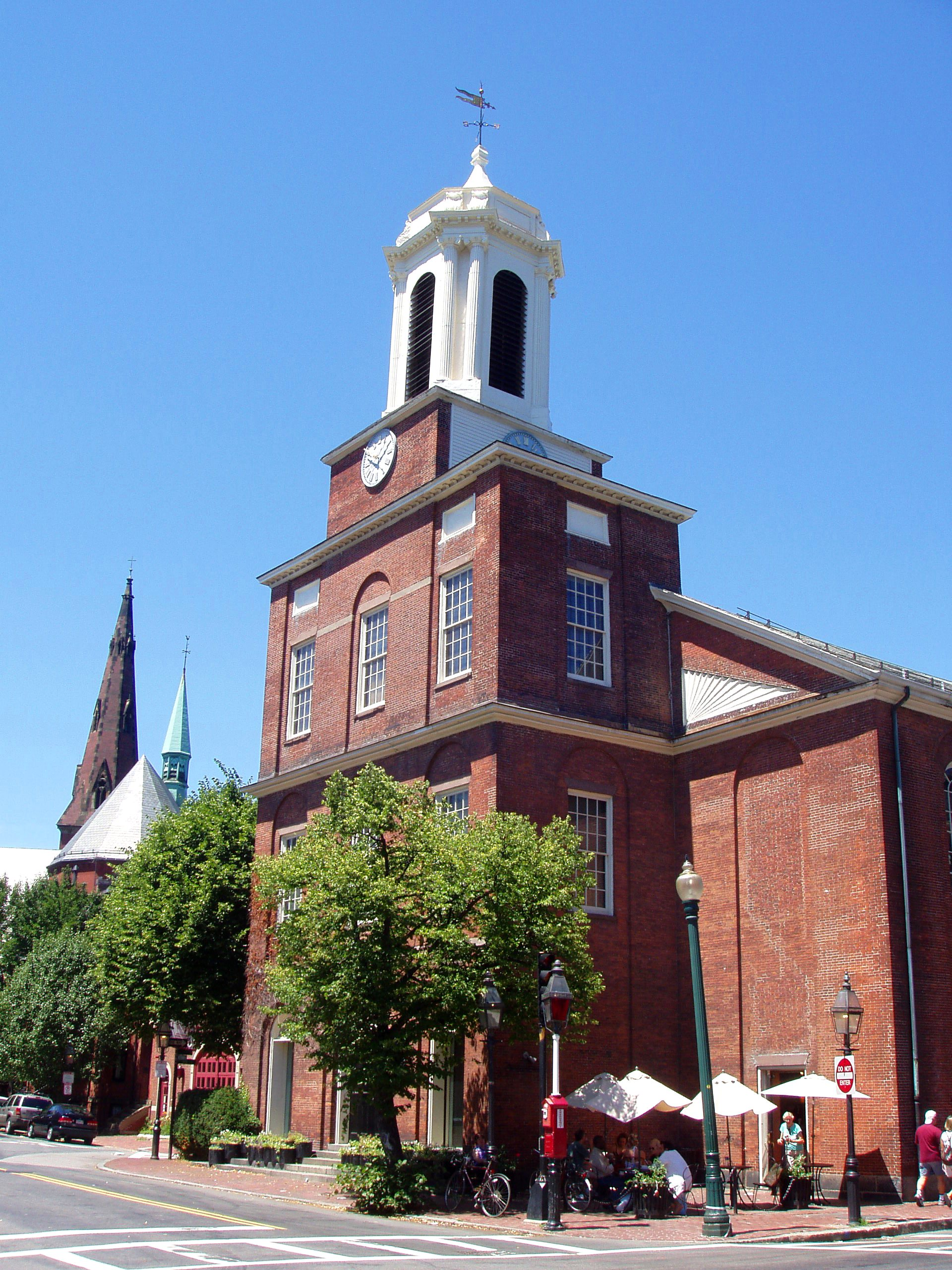
Charles Street Meeting House.

Beacon Hill est un quartier résidentiel qui se trouve sur la colline au nord du Boston Common et se développa avec l'édification du nouveau capitole. Beacon Hill (Colline de la lanterne en français) doit son nom à une lanterne installée à son sommet au XVIIIe siècle pour prévenir les Bostoniens d'une attaque imminente. Il se caractérise par ses cottages et ses maisons en briques de style victorien qui rappellent l'Angleterre. Une partie d'entre elles ont été dessinées par l'architecte Charles Bulfinch au XIXe siècle. Si le versant sud de la colline est paré de somptueuses maisons, le versant nord voit s'ériger les humbles logis des domestiques.

### Brighton
Brighton est une ville dissoute et devenue un quartier de Boston. La ville de Brighton apparaît à la fin du XVIIe siècle sous le nom de « Little Cambridge ». Elle se sépare de la ville de Cambridge en 1807. En 1874, elle est annexée à Boston et devient un quartier de celle-ci

### Charlestown

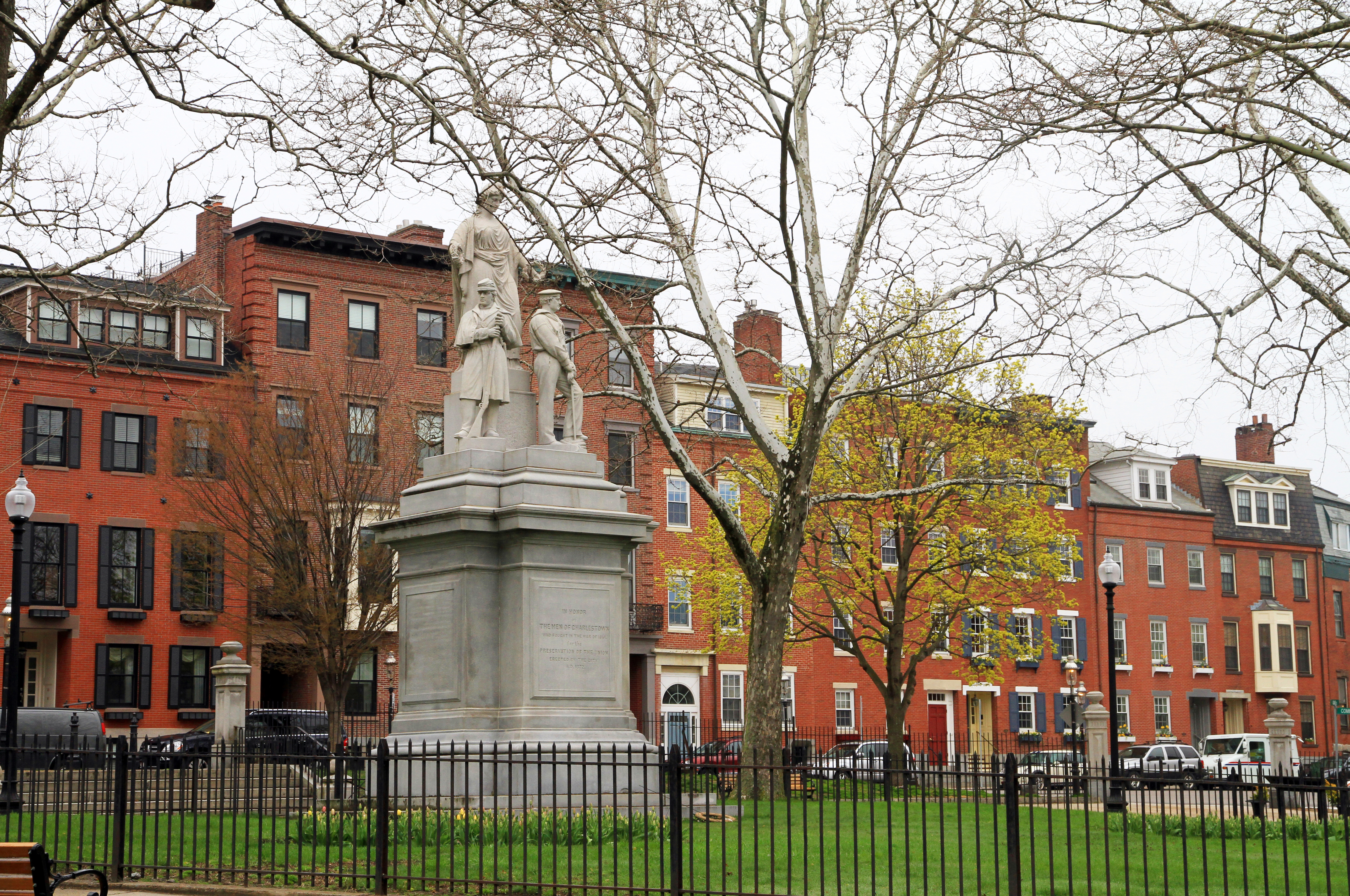
Monument aux morts.

Charlestown est aujourd'hui un quartier de la ville de Boston. Initialement appelé Mishawum par les Amérindiens à sa création en 1628, il est situé sur une péninsule au nord de la rivière Charles, en face du centre-ville de Boston, et aussi jouxte la Mystic River et le port de Boston. Charlestown a été aménagé en 1629 par l'ingénieur Thomas Graves, l'un de ses premiers colons. Le 17 juin 1775, la péninsule de Charlestown a été le théâtre de la bataille de Bunker Hill, épisode fameux de la guerre d'indépendance des États-Unis qui s'est déroulé pendant le siège de Boston. Un monument a été érigé à Charlestown en souvenir de cette bataille. C'était à l'origine une ville à part entière et la première capitale de la Colonie de la baie du Massachusetts. Elle est devenue une ville en 1848 et a été annexée par Boston le 5 janvier 1874. Il a eu une population américano-irlandaise importante depuis la migration des Irlandais pendant la grande famine irlandaise des années 1840. Depuis la fin des années 1980, le quartier a beaucoup changé en raison de sa proximité du centre-ville et son architecture coloniale. Cependant, il maintient toujours une forte population à l'identité américano-irlandaise.

### Chinatown
Chinatown est le quartier chinois de Boston. Il se situe dans le centre (Downtown) de la ville. Il reste un centre de la vie asio-américaine en Nouvelle-Angleterre, qui accueille de nombreux restaurants et marchés chinois et vietnamiens. Chinatown est l'un des plus densément peuplés des quartiers résidentiels de Boston. Près de 70 % de la population de Chinatown est asiatique, comparativement au 9 % d'Américains d'origine asiatique de la ville.

### Dorchester
Dorchester est le plus vaste quartier de la ville de Boston. Il constituait autrefois une cité autonome, nommée d'après la ville homonyme d'Angleterre, de laquelle provenait un certain nombre d'émigrés puritains. Les sections de Dorchester comprennent Adams Village, Ashmont Hill, Clam Point, Codman Square, Columbia Point, Edward Everett Square, Fields Corner, Four Corners, Franklin Field, Franklin Hill, Grove Hall, Jones Hill, Lower Mills, Meeting House Hill, Neponset, Popes Hill, Port Norfolk, Savin Hill, and Uphams Corner.
Dorchester est le plus vaste quartier de la ville de Boston, dans le comté de Suffolk, Massachusetts, aux États-Unis avec une superficie de 15,54 km2 et constituait autrefois une cité autonome. La localité fut nommée d'après la ville homonyme d'Angleterre, de laquelle provenait un certain nombre d'émigrés puritains en 1630 sur le navire Mary et John et est aujourd'hui parfois surnommée « Dot » par ses habitants. C'était encore une ville essentiellement rurale avec une population de 12 000 personnes quand le quartier a été annexé par Boston en 1870. Les lignes de chemin de fer et de tramway ont apporté une croissance rapide de la population pour atteindre 150 000 habitants en 1920. Au Recensement de 2010 (census 2010) la population du quartier s'élevait à 92 115 habitants. La population est un mélange très varié d'Européens de l'Est, d'Afro-Américains, d'Américains d'origine européenne, d'immigrants irlandais, d'américain originaires des Caraïbes, de Latinos et d'Américains d'origine asiatique. Récemment, il y a eu un afflux de jeunes professionnels, des homosexuels et des artistes qui travaillent dans le quartier, en ajoutant à sa diversité.

### Downtown Boston

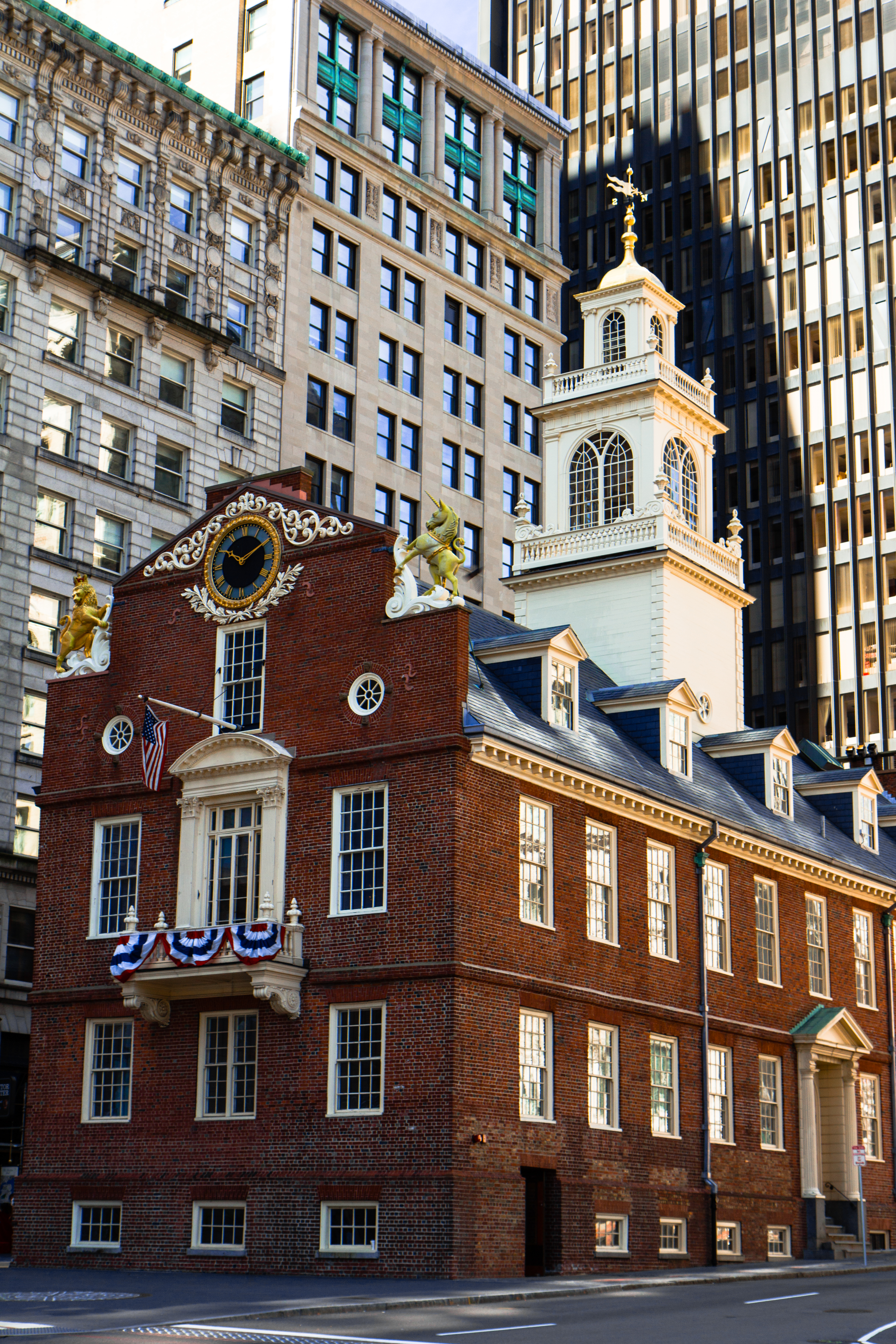
Old State House.

Downtown est un quartier de Boston. Entre les Recensements de 2000 et 2010 la population s'est accrue de 52,5%. C'est une population des extrêmes avec des très pauvres (20,3 % de la population ayant un revenu inférieur à 10 000 dollars) et des très riches (15,8 % ont un revenu supérieur à 200 000 dollars). Downtown Boston est subdivisé en deux districts : Downtown Crossing et Financial District.
Downtown Crossing est un quartier commerçant qui est une petite partie du centre-ville de Boston (Massachusetts) situé à l'est de Boston Common et à l'ouest du quartier financier. Il dispose de grands magasins ainsi que de restaurants, de vendeurs de souvenirs, d'établissements de vente au détail générale, et de vendeurs de rue. La section de Washington, entre les rues du Temple et Bromfield est fermée à la circulation des véhicules, les piétons pouvant ainsi marcher librement dans la rue. Financial district est le siège de sociétés locales, nationales et mondiales.

### East Boston

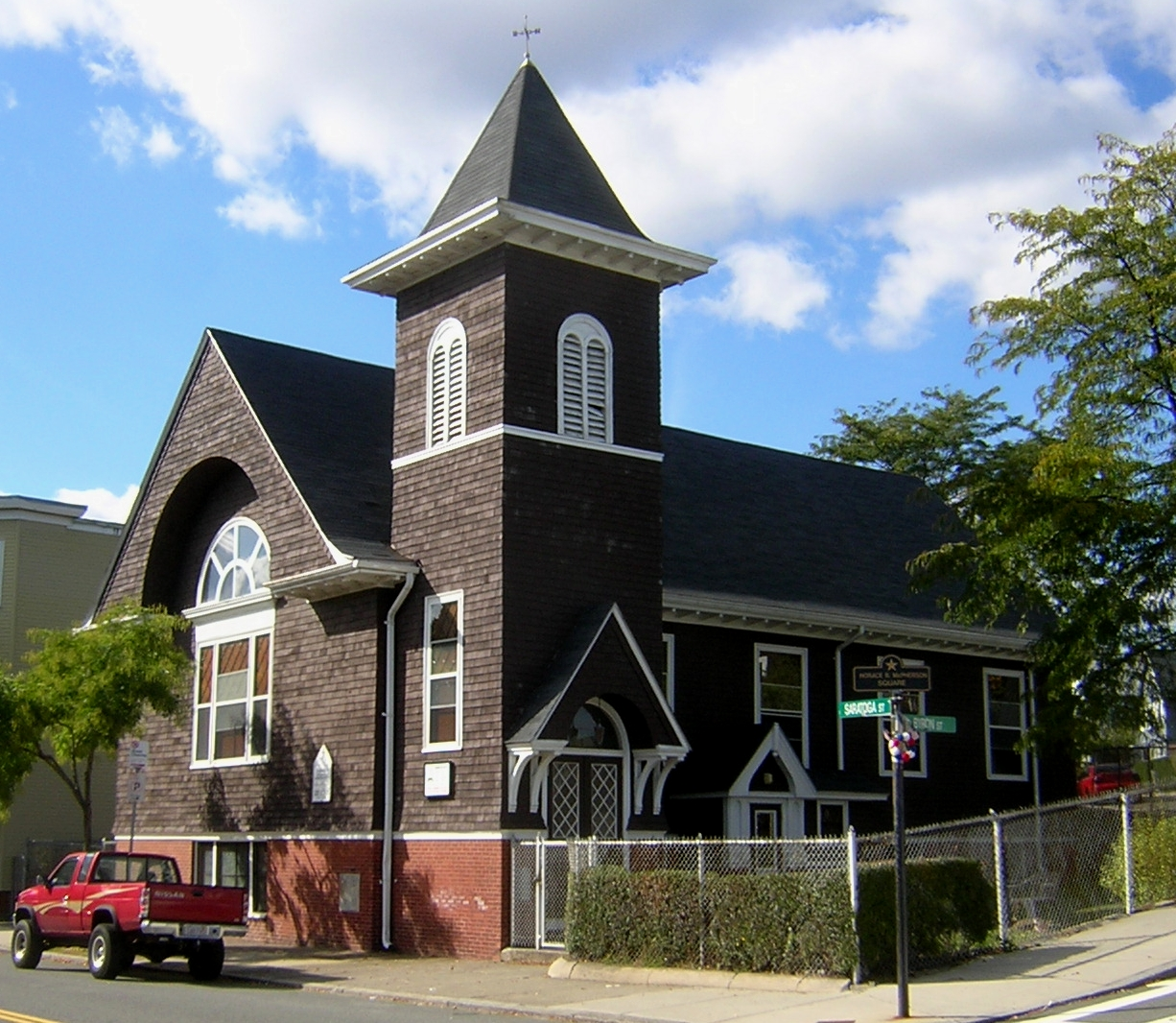
Baker Congregational Church.

East Boston est un quartier créé par la réunion de plusieurs îles en utilisant la décharge. Il a été annexé par Boston en 1836. Il est séparé du reste de la cité par le port de Boston. Il est bordé par les villes de Winthrop, Revere et Chelsea. L'aéroport international Logan de Boston se trouve dans le quartier d'East Boston. Le quartier a longtemps fourni un point d'entrée pour les derniers immigrants irlandais, juifs russes, puis les Italiens qui furent alternativement le groupe dominant. Des années 1990 jusqu'au début du nouveau millénaire, les immigrants latino-américains se sont installés à East Boston. Au cours des dernières années, East Boston est devenu le territoire d'une vague de jeunes professionnels qui cherchent des résidences à Boston en copropriété récemment rénovées dans Jeffries Point, Maverick Square, et sur le front de mer dans le district historique d'Eagle Hill.
Le Madonna Shrine à East Boston est le siège principal américain pour l'ordre de Don Orione. La grande statue de la Madonna de Arrigo Minerbi est une copie de celle du Don Orione à Monte Mario, Rome.

### Fenway Kenmore

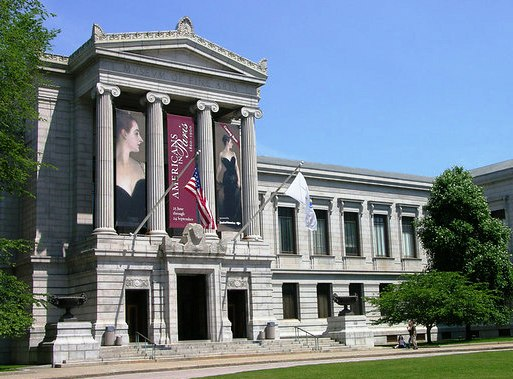
Musée des beaux-arts de Boston.

Fenway-Kenmore est un quartier de Boston. Bien qu'il soit considéré comme un quartier administratif, il est composé de nombreuses sections distinctes (Est Fenway, West Fenway, Audubon Cercle, Kenmore Square) qui sont presque toujours qualifiés de Fenway, Kenmore Square ou Kenmore. En outre, le quartier de Fenway est divisé en deux sous-quartiers communément appelés East Fenway/Symphony et West Fenway.
Fenway est nommé d'après le nom de artère principale aménagée par Frederick Law Olmsted, Fenway parkway (en). Lors du Recensement de 2010 la population du quartier s'élevait à 40 898 habitants pour une superficie de 3,2 km carrés.
Le Fenway Park, Kenmore Square, l'université de Boston, le Berklee College of Music, l'Emmanuel College, l'université du Nord-Est, le Simmons College et le musée des beaux-arts de Boston s'y trouvent.

### Hyde Park

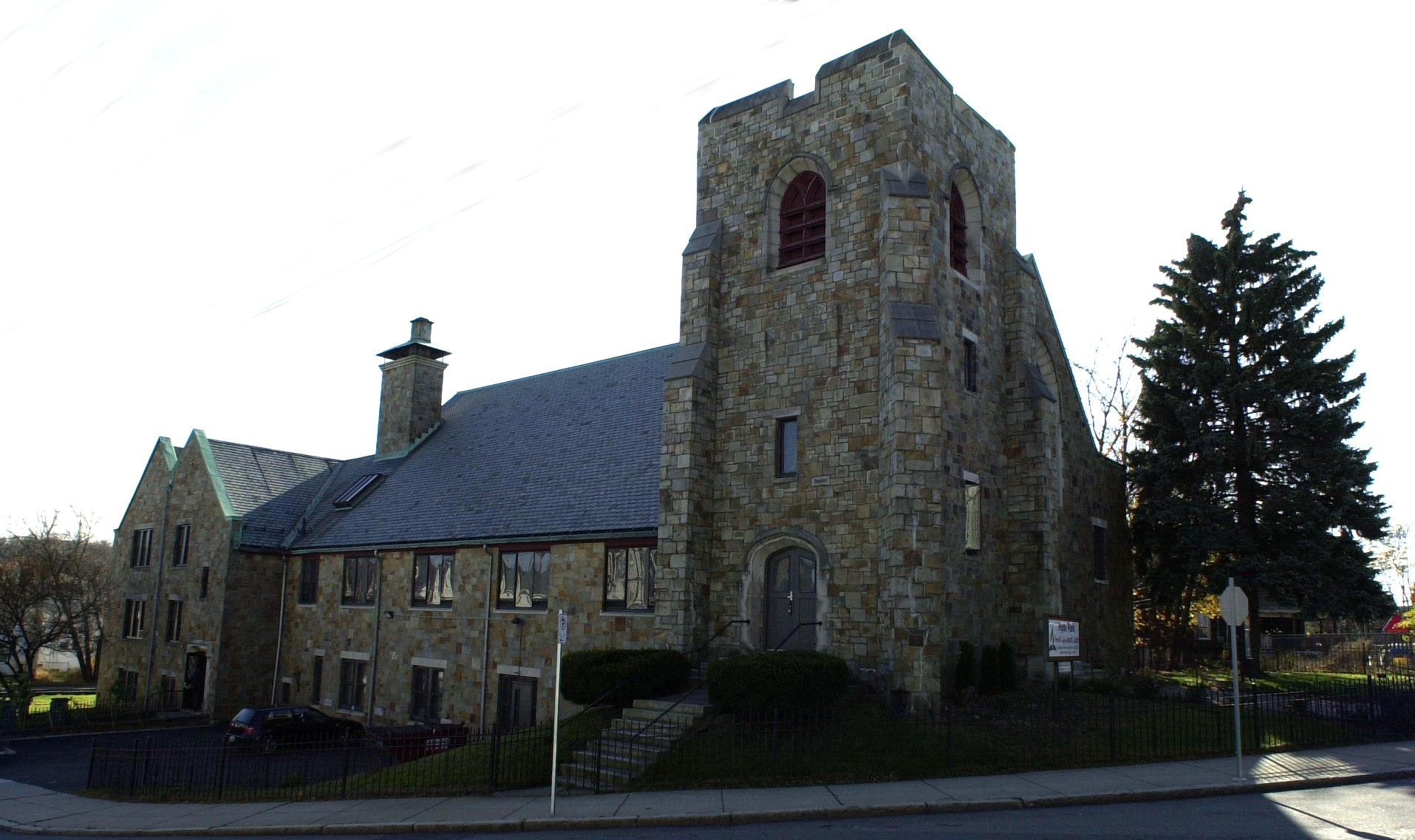
Première église de Hyde Park.

Hyde Park est le quartier annexé par Boston en 1912. Il s'agit plutôt d'un quartier résidentiel, bien relié au centre par les infrastructures de communication. Le maire actuel de Boston, Thomas Menino, y réside.
Hyde Park est couvert par Boston Police Department du district E-18 situé dans Cleary Square et la Boston Fire Department sur Fairmount Avenue. Boston EMS Ambulance station 18 est situé sur Dana Avenue. Hyde Park dispose également d'une annexe de la Bibliothèque publique de Boston.
Le George Wright Golf Course (en) est le golf public nommé ainsi en l'honneur de George Wright, joueur de baseball des Red Stockings de Boston intronisé au Temple de la renommée du baseball.

### Jamaica Plain
Jamaica Plain, familièrement appelé « JP » par les habitants, est un quartier de Boston, dans le Massachusetts, au nord-est des États-Unis. Il faisait partie à l'origine de West Roxbury, qui fut annexé par Boston en 1874. Le quartier comptait 37 468 habitants en 2010.
Le botaniste Alfred Rehder (1863-1949) est mort dans le quartier. De 1918 à 1940, il est le conservateur de l'arboretum Arnold à Jamaica Plain et dirige la publication de l’arboretum. Ce dernier fut créé en 1872 pour l'université Harvard.

### Mattapan
Mattapan est un quartier qui faisait partie à l'origine de Dorchester ; il fut annexé par la ville de Boston en 1870. Les sites intéressants sont le Franklin Park, le Franklin Park Zoo et le cimetière historique de Forest Hills.

### Mission Hill

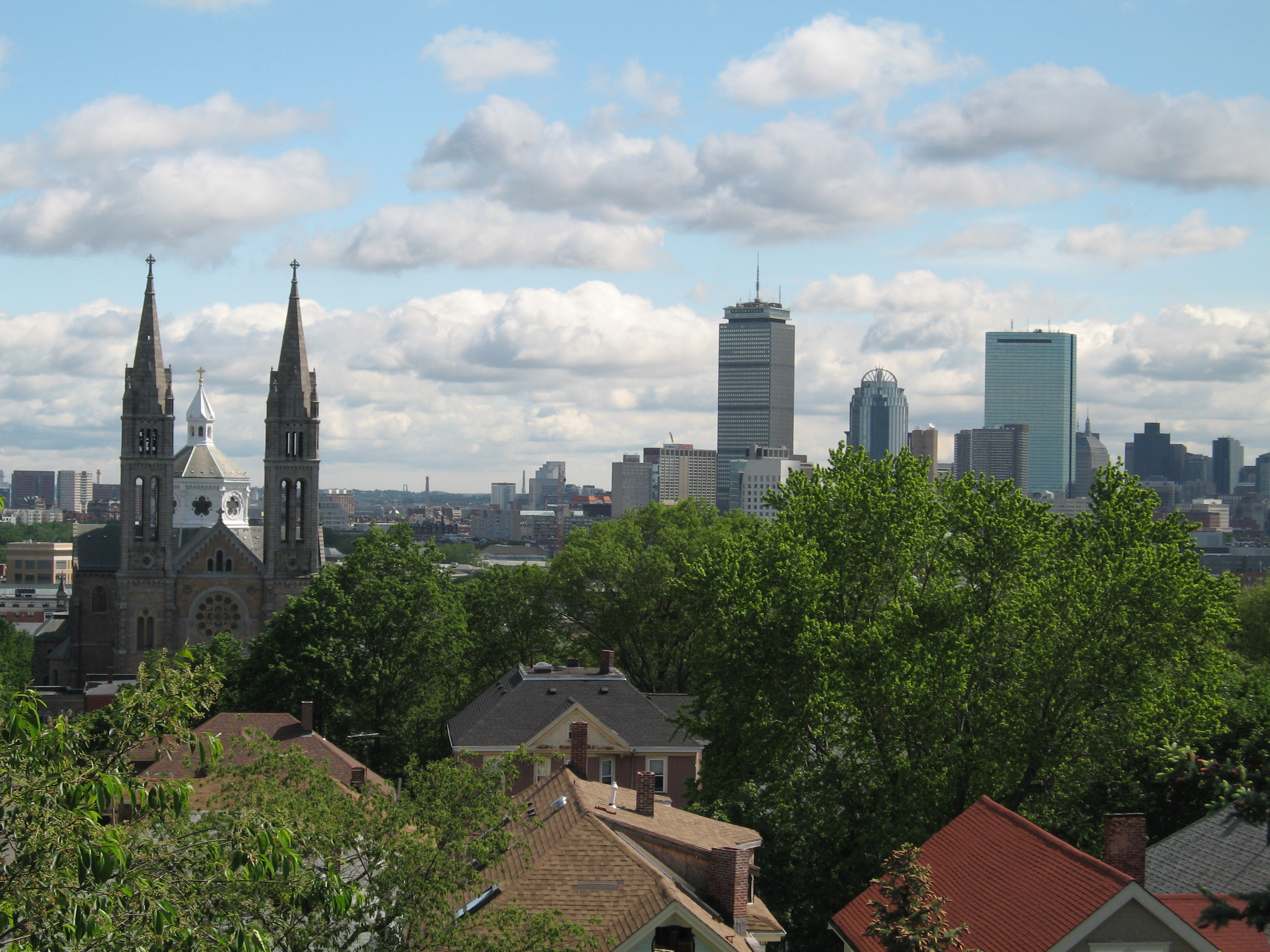
Vue de Mission Hill.

Mission Hill est un quartier de Boston, dans le Massachusetts, au nord-est des États-Unis. Il compte environ 48 500 habitants. Le quartier est approximativement délimité par Columbus Avenue et le quartier de Roxbury à l'est. Le quartier historique est approximativement délimité par Smith Street, St. Worthington, Tremont Street. Il est immédiatement au nord du quartier de Jamaica Plain. Il est desservi par la branche E de la ligne verte et la Ligne orange du métro de Boston. La Colline recouvre environ la moitié de Longwood Medical and Academic Area. Mais ces dernières années ont vu de nouveaux magasins de détail, restaurants et développement résidentiel donnant au quartier une voix politique forte et une identité propre.
Mission Hill est un quartier architectural historique avec une combinaison de maisons autoportantes construites par de riches propriétaires terriens, blocs de maisons de briques traditionnelles en rangées et de nombreuses maisons à trois étages.

### North End
North End est le secteur le plus ancien de la cité, puisqu'il est habité depuis 1630. Le North End est un vieux quartier d'immigration qui a vu passer des Irlandais et des Juifs au XIXe siècle, puis des Italiens au début du XXe. Aujourd'hui encore, le quartier est réputé pour ses nombreux restaurants italiens, au même titre que Little Italy à New York, ou North Beach à San Francisco.

### Roslindale
Roslindale est un quartier entouré par les quartiers de Jamaica Plain, Hyde Park, West Roxbury, Mattapan et Dorchester. Le quartier était une ville indépendante de Boston jusqu'à son annexion en 1874. Jusque dans les années 1880, le quartier était appelé South Street Crossing ; il prit ensuite le nom actuel de Roslindale, sur la proposition de John Pierce, pour qui le quartier ressemblait à la ville de Roslin en Écosse.

### Roxbury
Roxbury est un quartier fondé en 1630 et fut annexé par Boston en 1868.

### South Boston
South Boston est un quartier densément peuplé de Boston situé au sud et à l'est du canal de Fort Point (en) et à l'extrémité de Dorchester Bay. Il est surnommé « Southie » par ses habitants. South Boston est connu pour sa communauté d'origine irlandaise de classe ouvrière mais il est également le foyer de petites mais dynamiques communautés polonaises et lituaniennes de la région de Boston, et ses caractéristiques démographiques sont en train de changer rapidement. South Boston contient Dorchester Heights, où George Washington a forcé les troupes britanniques à évacuer pendant la guerre d'indépendance des États-Unis. En plus d'être le foyer de certains des plus anciens projets de logements aux États-Unis, South Boston a aussi, plus récemment, vu la valeur de ses propriétés rejoindre les plus élevées de la ville. Le film de Martin Scorsese, Les Infiltrés se déroule dans ce quartier. Une grande procession se tient annuellement lors de la fête de la Saint-Patrick.

### South End
Le South End est un quartier connu pour son architecture du XIXe siècle et sa communauté gay.

### West End
West End est un quartier de Boston (Massachusetts) délimitée par Cambridge Street au sud, la rivière Charles à l'ouest et Washington Street au nord et au nord-est, et de New-Sudbury Street à l'est. Beacon Hill est au sud, et le North End est à l'est. La région est connue pour, à la fin des années 1950, un projet de renouvellement urbain par le grand quartier juif italien qui est rasé et le réaménagement de la zone.

### West Roxbury
West Roxbury est un quartier fondé en même temps que Boston en 1630 et fut annexé en 1874, comme d'autres quartiers. Il est bordé par Roslindale au nord, la ville de Dedham à l'ouest et au sud, la ville de Brookline au nord, et la ville de Newton à l'ouest. West Roxbury est souvent à tort confondu avec Roxbury, mais les deux ne sont pas connectés. West Roxbury est séparé de Roxbury par Jamaica Plain et Roslindale. Il est souvent considéré comme une banlieue de la ville.